# Sugamuxi
A província Sugamuxi é uma das 13 que fazem parte do Departamento de Boyacá, um dos 32 departamentos da Colômbia. A província está dividida em 13 municípios.
Seu nome se origina da palavra chibcha Bojacá que significa "perto da região do cacique ou Manta Real".